# Liste des œuvres de Jenő Hubay
Liste des œuvres de Jenő Hubay, violoniste, compositeur, pédagogue hongrois.
| Genre               | Op.   | Date                | Titre original (titre hongrois) | Autre titre | Notes |
| ------------------- | ----- | ------------------- | --- | --- | --- |
| Musique de chambre  | 1     | 1877–1878           | Plevna nóta Magyar fantázia | Chant de Plevna Fantaisie hongroise | pour violon et piano ou orchestre |
| Musique vocale      | 2     | 1873                | 18 Eredeti magyar dal - Keresztúton állok - Zárjátok be már azt a koporsót - Ereszkedik le a felhő - Sikos a hó, szalad a szán - Temetésre szól az ének - Szerelem vándorai (Kél a hold az ej lovagja) - Boldogtalan voltam - Paripámnak az ő szine fakó - Mi foly ott a mezőn? - Gyere lovam hadd tegyem fel nyergem! - Kis furulyám szomorúfűz ága - Száll a felhő magasan - Nem háboritom-e nyugalmad? - Árvalányhaj a süvegem bokrétája - Rózsabokor a domboldalon - A szerelem, a szerelam - Nem tesz föl a lyány magában egyebet - Hozzám jösz-e? | 18 Chants originaux hongrois (18 Original Hungarian Songs) | pour voix et piano; texte de Sándor Petőfi; chaque chant accompagné d'un dessin original d'un artiste hongrois 1. dessin de Gyula Aggházy 2. dessin de Ottó Baditz 3. dessin de Lajos Ébner 4. dessin de Árpád Feszty 5. dessin de Imre Greguss 6. dessin de János Greguss 7. dessin de László Gyulai 8. dessin de János Jankó 9. dessin de Ödön Kacziány 10. dessin de Károly Lotz 11. dessin de Mihály Munkácsy 12. dessin de Béla Spányi 13. dessin de Mihály Szemlér 14. dessin de Artur Tölgyessy 15. dessin de György Vastagh 16–18. dessins de Mihály Zichy |
| Musique de chambre  | 3 / 1 | 1880                | Szvit Massenet Lahore király című operája nyomán | Suite sur Le Roi de Lahore de Jules Massenet | pour violon et piano ou orchestre |
| Transcription       | 3 / 2 | c.1879–1881         | Két Massenet-dal - Alkony - Szerenád | 2 Mélodies de Jules Massenet - Crépuscule (Twilight) - Sérénade | pour violon et piano ou orchestre; original pour voix et piano |
| Musique de chambre  | 3 / 3 | 1876                | Carmen-fantázia | Carmen, Fantaisie brillante | pour violon et piano ou orchestre; basé sur des thèmes de Carmen de Georges Bizet |
| Musique de chambre  | 4     | 1879                | Cigányfantázia | Fantaisie tzigane | pour violon et piano |
| Musique de chambre  | 5     | 1877–1878           | Szvit - Gavotte - Idylle - Intermezzo - Finale | Suite - Gavotte - Idylle - Intermezzo - Finale: Mouvement du premier morceau | pour violon et piano; aussi orchestré; révisé 1881; dédié à Károly Aggházy |
| Musique concertante | 5     | 1877–1878           | Szvit - Gavotte - Idylle - Intermezzo - Finale | Suite - Gavotte - Idylle - Intermezzo - Finale: Mouvement du premier morceau | pour violon et orchestre; aussi pour violon et piano; révisé 1881; dédié à Károly Aggházy |
| Musique de chambre  | 6     | 1881                | Arab panaszdal Lengyel dal | Plaintes arabes Chant polonais | pour violon et piano |
| Musique de chambre  | 7     | 1880                | Pusztai emlék | Échos de la Puszta (Puszta-Klänge) | pour violon et piano; cocomposé avec Károly Aggházy |
| Musique vocale      | 8     | 1876                | Öt dal - A hold és a liliom - Te oly szelid vagy (Oly csöndes vagy) - Az elhagyott leány - A te kék szemed - Rege | 5 Chants (5 Songs; 5 Lieder) - Der Mond und die Lilie - Du bist so still - Das verlassene Mägdlein - Dein blaues Auge - Märchen | pour voix et piano; traduction hongroise de Zoltán Ferenczi 1. texte de F. Werner 2. texte de Emanuel Geibel 3. texte de Eduard Mörike 4. texte de J. v. Düringsfeld 5. texte de Carl Beck |
| Musique de chambre  | 9     | 1879                | Csárdajelenet No. 1 D-moll | Scène de la csárda No. 1 en ré mineur (Tavern Scenes; Csárda Scenes; Csárda-Scenen) | pour violon et piano ou orchestre; révisé 1882 |
| Musique de chambre  | 10    | 1876–1877 1880 1880 | Három darab - Arioso - Ördögtánc - Menekülés | 3 Pièces - Arioso - Danse diabolique - La fuite, Impromptu / Valse-caprice No. 3a Valse caprice \|\| pour violon et piano 1.~2. publiés 1900 sous le nom Zwei Stücke (2 Pièces) par Bosworth & Co. in Leipzig 1. pour violon et orchestre (publié 1900) 3. Valse-caprice (publiée 1894 à Budapest) 3. La fuite, Impromptu pour violon et piano ou orchestre (publié 1896 à Leipzig par Bosworth & Co) | |
| Musique chorale     | 11    | c.1879              | Két férfikórus - Búcsú - Isten segíts | 2 chœurs d'hommes | pour chœur d'hommes et piano ou orchestre 1. texte de Antal Váradi 2. texte de Mihály Vörösmarty |
| Musique vocale      | 12    | 1882                | Három dal | 3 Chants (3 Songs; 3 Lieder) - J'eus toujours de l'amour - Comment disaient-ils - Oh! Quand je dors | pour voix et piano; texte de Victor Hugo |
| Musique de chambre  | 13    | 1880–1881           | Csárdajelenet No. 2 „Kis furulyám: Szomorúfűz ága“ | Scène de la csárda No. 2 "Ma petite flûte" (Tavern Scenes; Csárda Scenes; Csárda-Scenen) ("My Little Flute"; "Meine kleine Flöte") | pour violon et piano ou orchestre |
| Musique de chambre  | 14    | c.1881–1883         | Három darab - Elégje - Larghetto - Contemplation | 3 Pièces - Élégie - Larghetto - Contemplation | pour violon et piano 1. aussi pour alto et piano |
| Musique de chambre  | 15    | c.1882              | Két darab - Mese - Májusi dal | 2 Pièces - Un conte (Märchen) - Maggiolata (Chant de mai) | 1. pour violon ou alto et piano 2. pour alto (ou violoncelle) et piano (ou orchestre) |
| Musique chorale     | 16    | c.1882              | Négy férfikórus - A magyarok Istene - Ébresztő - Sóhajtás - A hajós imája | 4 chœurs d'hommes | texte de Sándor Petőfi, József Bajza et Antal Váradi 1–3. pour chœur d'hommes ou chœur d'hommes et orchestre 4. pour chœur d'hommes et piano ou orchestre |
| Musique vocale      | 17    | c.1882              | Öt dal - Ó, ne hidd - Hasonlóság - A patak szélén | 5 Mélodies; 5 Lieder - Ne le crois pas! - Ressemblance - Içi-bas - Au bord de l'eau - Si j'étais Dieu | pour voix et piano 1. texte de Lucien Paté 2.–5. texte de Sully Prudhomme |
| Musique de chambre  | 18    | 1882–1883           | Csárdajelenet No. 3 „Maros vize“ | Scène de la csárda No. 3 "Les eaux de Maros" en ut mineur (Tavern Scenes; Csárda Scenes; Csárda-Scenen) ("The Waters of Maros"; "Das Wasser von Maros") | pour violon et piano ou orchestre |
| Musique vocale      | 19    | 1878, c.1886        | Két Magyar dal - Szeretném itthagyni - Ha meghalok vissza járok | 2 Chants Hongrois (2 Hungarian Songs) - O wie gerne ließ ich da - Wenn ich sterbe | pour voix et piano ou orchestre 1. texte de Sándor Petőfi 2. texte de Géza Zichy |
| Musique concertante | 20    | 1884, 1888          | Brácsaverseny C-dúr | Concerto pour alto en ut majeur | pour alto et orchestre; orchestration incomplète; mouvements II et III orchestration de Lajos Huszár |
| Musique concertante | 20    | 1884–1888           | Morceau de Concert C-dúr | Morceau de Concert en ut majeur | pour alto et orchestre; 1891 révision du mouvement I du Concerto pour alto |
| Musique concertante | 21    | 1884                | I. Hegedűverseny „Dramatikus“ a-moll | Concerto pour violon No. 1 "Concerto dramatique" en la mineur | pour violon et orchestre; dédié à Joseph Joachim |
| Musique de chambre  | 22    | 1884                | Romantikus szonáta D-dúr | Sonate romantique en ré majeur | pour violon et piano |
| Musique vocale      | 23    | 1885                | Négy dal - Ami benned keresek - Profilban - A régi ballada - Ó, jer! | 4 Mélodies (4 Songs) - Ce que je cherche en toi - De Profil - Chante quelque vieille ballade - Ah! Viens | pour voix et piano; texte de Elena Văcărescu |
| Musique chorale     | 24    | c.1885              | Négy férfikórus - Szabadság, dicsőség! - Zengjen a dal - Nem nézek én - Kis harmat gyöngy | 4 chœurs d'hommes - Du tropfen Thau, seh' ich dich an | texte de Emil Ábrányi et Sándor Petőfi 1–2. pour chœur d'hommes et piano ou orchestre 3–4. pour chœur d'hommes a cappella |
| Musique de chambre  | 25    | c.1882–1886         | Románc F-dúr | Romance en fa majeur | pour violon (ou alto) et piano ou orchestre |
| Musique orchestrele | 26    | 1885                | I. Szimfónia | Symphonie No. 1 | révisé 1923 |
| Musique de chambre  | 27    | 1885                | Hat magyar poéma | 6 Poèmes hongrois (6 Hungarian Poems) | pour violon et piano; Nos. 1 et 6 aussi pour alto et piano |
| Opéra               | 28    | 1885                | Alienor | Alienor (Aliénor) | Opéra en 4 actes et un épilogue; livret de Edmond Haraucourt |
| Musique vocale      | 29    | 1888                | Carmen Sylva öt költeménye | 5 Poèmes de Carmen Sylva (5 Poems of Carmen Sylva) | pour voix et piano; texte de Carmen Sylva 2 chants supplémentaires non publiés et manuscrits: 6. Ich lernte vom Steuermann 7. Mir wars, die Welt sein mein |
| Musique de chambre  | 30    | 1887–1889           | Virágrege - Virágfakadás - Bimbó és virág - A lepke - Mámor - Zefír - Elhagyatva | Petits boutons (Flower's Tale; Blumenleben) - Flower Blossom (Knospensprossen) - Bud et Flower (Knospe und Blume) - Papillon (Der Schmetterling) - Rapture (Liebeswonne) - Zephyr - Abandoned (Verlassen und verwelkt) | pour violon et piano |
| Musique vocale      | 31    | c.1889              | Öt Petőfi dal | 5 Chants Petőfi (5 Petőfi Songs; 5 Petőfi Lieder) - Ade, mein Täubchen - Niemand hat der Blume - Glatt ist der Schnee - Zigeunerlied - Ich stand an ihrem Grabe | pour voix et piano; texte de Sándor Petőfi |
| Musique de chambre  | 32    | 1882–1886           | Csárdajelenet No. 4 „Hejre Kati“ | Scène de la csárda No. 4 "Hejre Kati" ("Hey Katie!") en mi majeur (Tavern Scenes; Csárda Scenes; Csárda-Scenen) | pour violon et piano ou orchestre |
| Musique de chambre  | 33    | 1887                | Csárdajelenet No. 5 „Hullámzó Balaton“ | Scène de la csárda No. 5 "Sur les vagues du lac Balaton" (Tavern Scenes; Csárda Scenes; Csárda-Scenen) ("The Wavy Balaton"; "The Waves of the Balaton") | pour violon et piano ou orchestre |
| Musique de chambre  | 34    | 1887                | Csárdajelenet No. 6 „Sárga cserebogár“ | Scène de la csárda No. 6 "Le scarabée jaune" (Tavern Scenes; Csárda Scenes; Csárda-Scenen) ("Yellow Maybeetle"; "Der gelbe Käfer") | pour violon et piano ou orchestre |
| Musique vocale      | 35    | 1891                | Két magyar dal - Hagyj álmodni szerelemről - Meg szeretnék halni | 2 Chants Hongrois (2 Hungarian Songs) - Lasse träumen mich von Liebe - Sterben möcht' ich gerne | pour voix et piano ou orchestre 1. texte de Lajos Bartók 2. texte de Janka Wohl |
| Musique vocale      | 36    | 1891                | Egy rózsa dalai - Lassan hull a hó - Szerelmi boldogság - Hadd nézzek a szemedbe - Kikiáltanám a világba | Chants d'une Rose (Lieder einer Rose) - Leise fällt der Schnee vom Himmel - Liebesgluck - Lass mich in dein Auge blicken - Mocht's jubeln in die Welt | pour voix et piano; texte de Roza Cebrian, Hubay's wife |
| Musique de chambre  | 37    | 1889                | Két darab - Májusi dal - Elmúlt időkből | 2 Morceaux; 2 Stücke - May Song (Fleur de mai; Maiblüthe) - From Times of Yore (Des temps jadis; Aus vergangener Zeit) | pour violon et piano |
| Musique de chambre  | 38    | 1892                | Két darab - A képe előtt - Ablaka alatt | 2 Pièces (2 Stücke) - In Front of Her Portrait (Vor ihrem Bild) - Under Her Window (Unter ihrem Fenster) | pour violon et piano 1. aussi pour alto et piano |
| Musique de chambre  | 39    | 1892                | A csalogány dala | Chant du rossignol (Nachtigallen-Gesang) | pour violon et piano ou orchestre |
| Opéra               | 40    | 1888                | A cremonai hegedűs | Le luthier de Crémone (The Violin Maker of Cremona; Der Geigenmacher von Cremona | Opéra en 2 actes; livret de François Coppée et Henri Beauclair |
| Musique de chambre  | 40a   | 1888                | Hegedűszóló A cremonai hegedűs című operából | Solo de violon de l'Opéra Le luthier de Crémone | pour violon et piano |
| Musique de chambre  | 41    | 1891                | Csárdajelenet No. 7 „Kossuth-nóta“ | Scène de la csárda No. 7 "Thème Kossuth" (Tavern Scenes; Csárda Scenes; Csárda-Scenen) ("Kossuth's Melody"; "Kossuth's Song"; "Kossuth-Thema") | pour violon et piano ou orchestre |
| Musique de chambre  | 42    | 1892                | I. Noktürn a-moll | Nocturne No. 1 en la mineur | pour violon et piano |
| Musique vocale      | 43    | 1890                | Talpra magyar | | pour voix et piano; texte de Sándor Petőfi |
| Musique chorale     | 43    | 1890                | Talpra magyar | | pour chœur d'hommes ou chœur mixte et piano ou orchestre; texte de Sándor Petőfi |
| Musique de chambre  | 44    | 1893                | Magyar alföldi képek, három karakterdarab - Sírva vigad a magyar - Alkonyat - A fonóban | Impressions de la Puszta, 3 Morceaux caractéristiques (Impressions de Puszta, 3 Character Pieces) - La joie mêlée aux larmes (Pleasantly, Sorrowfully) - Crépuscule (Twilight) - Les fileuses (In the Spinning Room) | pour violon et piano |
| Musique de chambre  | 45    | 1893                | Két mazurka - a-moll - g-moll | 2 Mazurkas - la mineur - sol mineur | pour violon et piano |
| Musique de chambre  | 46    | 1893                | Három karakterdarab - Első regény - Apródcsíny - Gyengéd vallomás | 3 Morceaux caractéristiques (3 Character Pieces) - Premier roman (First Novel) - Coup de page (Page's Prank; Pagenstreich) - Tendre aveu (Tender Confession) | pour violon et piano |
| Musique de chambre  | 47    | 1893                | Atair, zenei regény öt fejezetben - Női szeszély - Megidézés - Lidércfény - Vallomás - Szerelemittasan | Ataïr, Roman musical en cinq chapitres (Atair, Musical Novel in 5 Chapters) - Caprice de femme (A Female's Whim) - Invocation - Feux-follets, Scherzo fantastique - Épanchement (Declaration of Love) - Grisé d'amour (Drunk with Love) | pour violon et piano |
| Musique de chambre  | 48    | 1894                | Három darab - Ballada „Amiről a hold mesél“ - Intermezzo - Serenata | 3 Morceaux - Ballade "Ce que la lune raconte" - Intermezzo - Serenata | pour violon et piano |
| Musique de chambre  | 49    | 1894                | Mozaik, Tíz darab - Emlék - Panasz - A fák alatt - Ima - Barcarolle - Jelenés - Édes együttlét - Sóhaj - Álmodozás - Gyötrelem | Mosaïque, 10 Morceaux (Mosaic, 10 Pieces) - Recollections - Souvenir - Sous les arbres (Under the Trees) - Prière (Prayer; Gebet) - Barcarolle - Vision (Apparition) - À vous qui êtes là (Sweet Togetherness) - Soupir (Sigh) - Rêverie - Tourment (Torment) | pour violon et piano 9. aussi pour alto et piano |
| Opéra               | 50    | 1893                | A falu rossza | Le Rôdeur du village (The Village Vagabond; Der Dorflump) | Opéra hongrois en 3 actes, 4 scènes; livret de Antal Váradi d'après lapièce d'Ede Tóth |
| Musique de chambre  | 50a   | 1893                | Hegedűszóló „A falu rossza“ című operából | Solo de violon de l'Opéra Le Rôdeur du village | pour violon et piano |
| Musique de chambre  | 51    | 1893                | Öt karakterdarab - Sicilienne - Gavotte - Bolero - Alpesi hangok - Diabolikus scherzo | 5 Morceaux caractéristiques (5 Character pieces) - Sicilienne - Gavotte - Boléro - Échos des Alpes - Scherzo diabolique | pour violon et piano |
| Musique de chambre  | 52    | 1894                | Három darab - Szonett, Egy virághoz - Menüett, Öreg dal fiatal időkből - Valse caprice, Emlékezz! | 3 Morceaux - Sonnet, À une fleur - Menuet, Vieille chanson de jeune temps - Valse caprice, Souviens-toi! | pour violon et piano |
| Musique vocale      | 53    | 1894                | Öt dal - Vallomás - A szerelem - Egy rózsához - Álomjáró - Esti zene | 5 Chants (5 Songs) - Bekenntniss - Die Liebe - Zu einer Rose - Der Nachtwandler - Ständchen | pour voix et piano 1. texte de E. Im Hof 2. texte de Wilhelm Henzen (1850–1910) 3. texte de G. Ebers 4. texte de W. Vollhardt 5. texte de E. Müller |
| Musique de chambre  | 54    | 1895                | Két koncertmazurka - d-moll - F-dúr | 2 Mazurkas de concert - ré mineur - fa majeur | pour violon et piano |
| Musique de chambre  | 55    | 1894                | Két cigányfantázia - a-moll - g-moll | 2 Fantaisies tziganesques (2 Gypsy Fantasies) - la mineur - sol mineur | pour violon et piano |
| Musique de chambre  | 56    | 1895                | Három poéma François Coppée nyomán | 3 Poèmes d'après François Coppée | pour violon et piano |
| Musique de chambre  | 57    | 1895                | Pusztai hangok - Kék nefelejcs - Nem kell a szőke - Páros élet - Hm! Hm! - Minek is van szerelem a világon - O more, more | Un voyage au Puszta (A Journey to Puszta; Pusztenfahrt) - Souviens-toi-de-moi (Forget-Me-Not) - Je n'en veux pas de blondes - La vie à deux (Married Life) - Hm! Hm! - Pourquoi l'amour... (Why Is There Love in the World) - Oh tzigane (Oh Gypsy) | pour violon et piano |
| Musique de chambre  | 58    | 1895                | Három darab - Elégikus dal - Gyengéd szavak - Spanyolosan | 3 Morceaux - Chant élégiaque (Elegiac Song) - Tendres paroles (Tender Words) - À l'espagnol (In Spanish Style; Spanisch) | pour violon et piano |
| Musique de chambre  | 59    | c.1895              | Két magyar fantázia - Rózsacsárdás - Huszárdal | 2 Fantaisies tziganesques (2 Gypsy Fantasies) - Danse hongroise - Chanson de hussard | pour violon et piano |
| Musique de chambre  | 60    | 1896                | Csárdajelenet No. 8 „Azt mondják nem adnak“ | Scène de la csárda No. 8 "À ce qu'ils disent" en la mineur (Tavern Scenes; Csárda Scenes; Csárda-Scenen) ("So They Say"; "They Say They Don't Give Me") | pour violon et piano ou orchestre; la mélodie d'ouverture est celle de l'hymne national slovaque Nad Tatrou sa blýska. |
| Musique vocale      | 61    | 1896                | Hét dal | 7 Chants (7 Songs; 7 Lieder) - Wenn nicht die Liebe wär! (Were't Not pour Love's Sweet Sake!) - Er ritt hinaus (Dame Fortune) - Hier unter diesem Tannenbaum (Beneath This Linden's Sheltering Leaves) - Das Mägdlein und der Dornbusch (The Maiden et the Bramble-bush) - Ein Namenszug (A Name) - Lenztraum (Dreams of Spring) - Herzensbitten (Prayers)                                            | pour voix et piano; texte de Ernst Weber, T. Resa et August Silberstein 5. texte de Ernst Weber 6. texte de T. Resa 7. texte de August Silberstein |
| Musique de chambre  | 62    | 1896                | Elégikus fantázia | Fantaisie élégiaque (Elegiac Fantasy) | pour violon et piano ou orchestre |
| Morceau pédagogique | 63    | 1896                | Hat hegedű gyakorlat: a vonó teknikájánok fejlesztésére | Six études de violon pour développer la technique de l'archet (6 Etudes for the Development of Bow Technique; Sechs Etüden für Violine: die Entwicklung der Bogentechnik bezweckend) | pour violon solo |
| Morceau pédagogique | 64    | 1896                | Hat hegedű gyakorlat: a balkéz teknikájánok fejlesztésére | Six études de violon pour développer la technique de la main gauche (6 Etudes for the Development of Left-Hand Technique; Sechs Etüden für Violine zur Entwicklung der Fingertechnik) | pour violon solo |
| Musique de chambre  | 65    | 1896                | Csárdajelenet No. 9 „Czinka Panna nótája“ | Scène de la csárda No. 9 Panna Czinka's Tune (Tavern Scenes; Csárda Scenes; Csárda-Scenen) | pour violon et piano ou orchestre |
| Musique de chambre  | 66    | 1897                | Három darab - Moment musical - Búcsú - Repülő fecskék | 3 Morceaux - Moment musical - Adieu (Farewell) - Vol d'hirondelles (Flying Swallows) | pour violon et piano |
| Musique de chambre  | 67    | 1897                | Magyar nóták „Erdő, erdő, sűrű erdő árnyában“ | Chants Hongrois "In the Dark Shade of the Deep Forest" | pour violon et piano |
| Musique vocale      | 68    | 1896                | Dalok Kury Klárikának - Szomorúság a szívem szerelme - Kisgyerek koromban | Lieder an Klärchen Kury | pour voix et piano; texte de Mihály Szabolcska |
| Musique de chambre  | 69    | 1897–1898           | Csárdajelenet No. 10 „Szalatnai emlék“ | Scène de la csárda No. 10 "Souvenir de Szalatna" (Tavern Scenes; Csárda Scenes; Csárda-Scenen) ("Memoirs de Szalatna") | pour violon et piano ou orchestre |
| Musique de chambre  | 70    | c.1897–1898         | Cantilène | Cantilène | pour violon et piano ou orchestre |
| Musique vocale      | 71    | 1898                | Három dal - Romance - Részvét - Leány, volnék király | 3 Mélodies (3 Songs; 3 Lieder) - Romance - Pitié des choses (Mitleid) - Enfant, si j'étais roi (Mein Kind, wenn König ich wär) - Aubarde - Blessure rovente - Chanson magyare | pour voix et piano 1. texte de François Coppée 2. texte de François Coppée 3. texte de Victor Hugo Nos. 4, 5 et 6: unpublished |
| Musique de chambre  | 72    | 1897                | Variációk egy magyar témára | Variations sur un thème hongrois (Variations on a Hungarian Theme; Variationen über ein ungarisches Thema) | pour violon et piano; aussi orchestré |
| Musique concertante | 72    | 1897                | Variációk egy magyar témára | Variations sur un thème hongrois (Variations on a Hungarian Theme; Variationen über ein ungarisches Thema) | pour violon et orchestre; aussi pour violon et piano |
| Musique de chambre  | 73    | 1898                | II. Noktürn A-dúr | Nocturne No. 2 en la majeur | pour violon et piano |
| Musique de chambre  | 74    | 1898                | Két darab - Szomorú gondolatok - Bölcsődal | 2 Morceaux - Pensée triste - Berceuse | pour violon et piano |
| Musique vocale      | 75    | 1894                | Két magyar dal - Kedvesem - Ó mért oly későn | 2 Chants Hongrois (2 Hungarian Songs; 2 ungarische Lieder) - Mein Lieb - Warum so spät | pour voix et piano ou orchestre; orchestreted in 1898 1. texte de Janka Wohl 2. texte de József Kiss |
| Musique de chambre  | 76    | 1899                | Hat új magyar poéma | 6 Nouveaux poèmes hongrois (6 New Hungarian Poems) | pour violon et piano |
| Musique vocale      | 77    | 1897                | Három magyar dal - Minek turbékoltok - Addig, addig adnám neked - Föltártad előttem szívedet | 3 Chants Hongrois (3 Hungarian Songs) | pour voix et piano; texte de Mihály Szabolcska |
| Musique vocale      | 78    | 1898                | Három magyar dal - Eldobtad a szívem' magadtól - Nefelejts - Elmondanám én ezerszer | 3 Chants Hongrois (3 Hungarian Songs) | pour voix et piano; texte de Mihály Szabolcska |
| Musique de chambre  | 79    | 1899                | Tíz karakterdarab - Csónak-dal - Keringő - Vallomás - Szerenád - A forrás - Melankólia - Mazurka - Ima - Bölcsődal - A pillangó | 10 Pièces caractéristiques (10 Character Pieces) - Barcarolle - Valse - Épanchement (Declaration of Love) - Sérénade - La source (The Spring) - Mélancolie (Melancholy) - Mazurka - Prière (Prayer) - Berceuse - Le papillon (The Butterfly) | pour violon et piano |
| Musique de chambre  | 80    | 1899                | Scherzo | Scherzo | pour violon et piano |
| Musique de chambre  | 81    | 1899                | Harlekin – Scherzo | Arlequin – Scherzo (Harlequin – Scherzo) | pour violon et piano |
| Musique de chambre  | 82    | 1900                | Csárdajelenet No. 11 „Szomorúfűz hervadt lombja“ | Scène de la csárda No. 11 "The Willow's Withered Branch" (Tavern Scenes; Csárda Scenes; Csárda-Scenen) | pour violon et piano ou orchestre |
| Musique de chambre  | 83    | 1898                | Csárdajelenet No. 12 „Piczi Tubiczám“ | Scène de la csárda No. 12 "Ma petite tourterelle" (Tavern Scenes; Csárda Scenes; Csárda-Scenen) ("My Little Turtle Dove"; "Meine kleine Turteltaube") | pour violon et piano ou orchestre |
| Musique de chambre  | 84    | 1898                | Gyermekjelenetek - A gyepen - Az első bánat - Lepkevadászat - Egyedül az erdőben - Bújócska - Katona leszek - Nagymama mesél - Szappanbuborék - Esti ima - Álomban | Scènes d'enfants (Scenes de Childhood) - On the Grass - The First Sorrow - Butterfly Hunting - Alone in the Forest - Hide-and-Seek - Playing Soldiers - Grandmother's Tale - Soap-Bubble - Evening Prayer - Asleep | pour violon et piano |
| Opéra               | 85    | 1897–1898           | Moharózsa | The Moss Rose (Moosröschen) | Opéra (courte histoire musicale) en 4 actes et un prologue; livret de Max Rothauser basé sur Two Little Wooden Shoes de Ouida |
| Musique de chambre  | 86    | c.1899              | Három darab - Holdsugár – ballada - Tündértánc – scherzo - Koncertcapriccio | 3 Morceaux - Rayon de lune – Ballade (Moonlight – Ballade) - Danse des elfes – Scherzo (Dance of the Elves – Scherzo) - Capriccio de concert | pour violon et piano |
| Musique de chambre  | 87    | 1899                | Két darab - Napsugár - II. Noktürn | 2 Morceaux - Rayon de soleil (Sunbeam) - Nocturne No. 3 | pour violon et piano 1. aussi pour alto et piano |
| Musique de chambre  | 88    | 1899                | Örökmozgó | Perpetuum mobile | pour violon et piano ou orchestre |
| Musique de chambre  | 89    | 1900                | Tíz koncertetűd | 10 Études concertantes | pour violon solo |
| Musique concertante | 90    | c.1900              | II. Hegedűverseny E-dúr | Concerto pour violon No. 2 en mi majeur | pour violon et orchestre; dédié à Oscar Studer |
| Musique vocale      | 91    | c.1884              | Judit Simon | Judit Simon | Melodrama pour voix et piano; texte de József Kiss |
| Musique vocale      | 92    | c.1904              | Ugye Jani | | pour voix et piano ou orchestre, ou pour voix, violon et piano; texte de Imre Farkas |
| Musique orchestrele | 93    | 1914                | II. Szimfónia „Háborús-szimfónia“ | Symphonie No. 2 "War Symphonie" | révisée c.1922 |
| Musique chorale     | 94    | 1905                | Öt vegyeskar - Legenda - Alvó tábor - Mi dobog, mi zokog? - Odafenn csillagos - Stella maris | 5 chœurs mixtes | pour chœur mixte; texte de Sándor Endrődi |
| Musique de chambre  | 95    | 1904                | Négy darab - Nászmenet - Tenger Csillaga - Elmúlt... - Erdei hangulat | 4 Pièces (Vier Stücke) - Bridal Procession (Brautzug) - Stella Maris (Star of the Sea) - Past... – Funeral March (Vorbei... – Marche funèbre) - Forest Mood (Waldesstimmung) | pour violon et piano Nos. 3–4 aussi pour violon et harmonium |
| Opéra               | 96    | 1904                | Lavotta szerelme | L'amour de Lavotta (Lavotta's Love) | Opéra en 3 actes et un épilogue; livret de Árpád Berczik et Imre Farkas |
| Musique chorale     | 97    | 1903                | Három kuruc-nóta férfikarra - Alvó tábor - Dunántúl - Rajta kuruc | 3 Kuruc Songs | pour chœur d'hommes |
| Musique vocale      | 98    | c.1904–1906         | Rákóczi himnusz | Hymne Rákóczi | pour voix, tárogató et piano; texte de Sándor Endrődi |
| Musique chorale     | 98    | c.1904–1906         | Rákóczi himnusz | Hymne Rákóczi | pour chœur d'hommes, ou chœur mixte ou chœur d'enfants et piano ou orchestre; texte de Sándor Endrődi |
| Musique concertante | 99    | 1906–1907           | III. Hegedűverseny g-moll | Concerto pour violon No. 3 en sol mineur | pour violon et orchestre; dédié à Franz von Vecsey |
| Musique vocale      | 100   | c.1906              | Hét dal - Tudom - Szőke leány - Szeresd, ne bántsd a gyermeket - Hó takarja a hegyeket - Mi atyánk - Bálban - Zwei Särge (Két koporsó) | 7 Mélodies (7 Lieder) - Ich weiß - Blonde Maid - O Lieb', o kränke nicht das Kind - Schnee bedeckt schon alle Berge - Vater unser - Auf dem Balle - Zwei Särge | pour voix et piano ou orchestre 1. texte de Imre Farkas 2. texte de Sándorné Teleki, a.k.a. Szikra (1864–1937) 3. texte de Sándor Sajó 4. texte de Sándorné Teleki, a.k.a. Szikra (1864–1937) 5. texte de Imre Farkas 6. texte de Imre Farkas 7. texte de Justinus Kerner |
| Musique concertante | 101   | 1906–1907           | IV. Hegedűverseny „Concerto all'antica“ a-moll | Concerto pour violon No. 4 "Concerto all'antica" en la mineur | pour violon et orchestre; dédié à Stefi Geyer |
| Musique de chambre  | 102   | 1909                | Csárdajelenet No. 13 | Scène de la csárda No. 13 (Tavern Scenes; Csárda Scenes; Csárda-Scenen) | pour violon et piano ou orchestre |
| Musique vocale      | 103   | 1910                | Két Petőfi dal - Szeptember végén - Ha az Isten ekkép szólna hozzám | 2 Chants de Petőfi (2 Lieder von Petőfi) - Ende September - Wenn es Gott gefiele | pour voix et piano ou orchestre; texte de Sándor Petőfi |
| Musique de chambre  | 104   | 1910–1911           | Két darab - Ballada - Humoreszk | 2 Morceaux - Ballade - Humoresque | pour violon et piano; Ballada était originellement écrite pour alto et harmonium en 1904 et destinée aux pièces de Op. 95. |
| Musique de chambre  | 105   | 1911                | Valcerparafrázis D-dúr | Valse-Paraphrase (Waltz-Paraphrase) en ré majeur | pour violon et piano ou orchestre |
| Opéra               | 106   | 1909–1910           | Az álarc | Le Masque (The Mask; Die Maske) | Opéra en 3 actes; livret de Rudolf Lothar et Sándor Góth d'après F. Martos; révisé 1924–1930 |
| Opéra               | 107   | 1908–1909           | A milói Vénusz | La Vénus de Milo (The Venus de Milo; Die Venus von Milo) | Opéra en 1 acte avec prologue; livret de Sándor Góth et Imre Farkas d'après Louis d'Assas et Paul Lindau; révisé en 1926 et 1932 |
| Musique de chambre  | 108   | c.1912              | Románc és szerenád - Ragyogó nap – románc - Sápadt holdsugár – gitarre | Romance et Sérénade - Radieux soleil (Radiant Sun) - Pâle rayon de lune (Pale Moonbeam) | pour violon et piano |
| Musique de chambre  | 109   | c.1915              | Orgonacsokor – régi bécsi keringő | Bouquet des lilas (Lilacs – Old Viennese Waltz) | pour violon et piano |
| Musique de chambre  | 110   | 1919                | Két darab - Tavaszi körtánc - A darázs | 2 Morceaux - Spring Roundelay (Ronde du printemps) - The Wasp (La guêpe) | pour violon et piano |
| Musique de chambre  | 111   | 1920                | Adieu! – Búcsú előtt | Adieu! – Before Parting | pour violon et piano |
| Opéra               | 112   | 1914                | Karenina Anna | Anna Karenina | Opéra en 3 actes, 4 scènes; livret de Sándor Góth et Andor Gábor basé sur la pièce de Edmond Guiraud inspirée du roman Anna Karénine de Léon Tolstoï; publié en 1922 et 1923; création en 1923 |
| Musique vocale      | 113   | 1920                | Végvári-dalok - Eredj ha tudsz! - Október 6. - Könnyek - Hallga, mi ez... | Mélodies de Végvári (Végvári Songs; Végvári-Lieder) - Go, If Thou Canst! (Geh, wenn du kanst!) - 6 October (6ter Oktober) - Tears (Tränen) - Hark, What Is This... (Horche, horch auf...) | pour voix et piano avec tárogató ab libitum; texte de Sándor Reményik |
| Musique chorale     | 114   | c.1916–1937         | Ara pacis (Béke himnusz) | Ara pacis (The Altar of Peace) | Cantate d'après un poème de Romain Rolland pour soprano, alto, baryton, chœur mixte, chœur d'enfants et orchestre; création septembre 2000 |
| Musique de chambre  | 115   | 1923                | Öt koncertetűd - C-dúr - F-dúr - gisz-moll - D-dúr - A-dúr | 5 Études de concert (5 Concert Etudes) - ut majeur - fa majeur - sol mineur - ut majeur - la majeur | pour violon et piano |
| Musique orchestrele | 116   | c.1907–1915         | Biedermeier szvit | Biedermeier Suite | |
| Musique de chambre  | 117   | 1920                | Csárdajelenet No. 14 „Lavotta témákra“ | Scène de la csárda No. 14 "Sur des thèmes de Lavotta" (Tavern Scenes; Csárda Scenes; Csárda-Scenen) (On the Themes of Lavotta"; "On Themes of János Lavotta") | pour violon et piano ou orchestre; basé sur des airs de János Lavotta (1764–1820), compositeur de musique de dance verbunkos |
| Musique chorale     | 118   | 1921                | Dante: Vita nuova (Dante szimfónia) | Dante: Vie Nouvelle (Dante: Neues Leben) | Symphonie pour 4 solo voix s, chœur mixte, chœur d'enfants et orchestre |
| Musique chorale     | 119   | 1922                | Petőfi szimfónia | Symphonie Petőfi | Symphonie pour 4 voix solistes, chœur mixte, chœur d'enfants et orchestre; texte de Sándor Petőfi |
| Musique de chambre  | 120   | 1923                | Tavaszi szerelmi dalok - Larghetto - Andante con moto | Chansons d'amour printanier (Love Songs in Spring) - Larghetto - Andante con moto | pour violon et piano |
| Musique de chambre  | 121   | 1925                | Hat darab - Preghiera (Ima) - Seguidillas - Vágyakozás - Velence - Orosz sirató - Harangjáték (Carillon) | 6 Pièces (6 Stücke) - Preghiera (Prayer; Gebet) - Seguidillas - Longing (Sehnsucht) - Venice (Venedig) - Russian Lament (Russisches Klagelied) - Carillon | pour violon et piano |
| Musique vocale      | 122   | c.1920–1922         | Négy új magyar dal - Ima - Szeretnem ha a vagyam... - Holdsütésben... - Csak menj! | 4 Nouveaux Chants Hongrois (4 New Hungarian Songs; Neue Lieder) - Gebet - Je voudrais te donner... - Ich sah dich in des Mondes Schimmer... - Adieu! | pour voix et piano 1. texte de Ella Halbert 2. texte de Émile Polak 3. texte de József Kiss 4. texte de Alfred de Musset |
| Musique vocale      | 123   | c.1920–1922         | Két új magyar dal - Édes szívem... - Pitypalatty dal | 2 Nouveaux Chants Hongrois (2 New Hungarian Songs; Neue Lieder) - Könntest du, mein Schatz... - Wachtelschlag | pour voix et piano; texte de Sándor Endrődi |
| Opéra               | 124   | 1933–1934           | Az önző óriás | Le Géant égoïste (The Selfish Giant; Der selbstsüchtige Riese) | Opéra en 1 acte; livret de László Márkus et Jenő Mohácsi d'après Le Prince heureux et autres contes d'Oscar Wilde |
|                     | 125   |                     | | | |
| Musique vocale      | 126   | c.1935              | Két dal - Megtérés - Csak érted | 2 Chants (2 Songs) | pour voix et piano ou orchestre; texte de Béla Zerkovitz |
| Ballet              | –     | 1936                | Csárdajelenet | Scènes de la csárda (Csárda Scene; Tavern Scene) | Ballet en 1 acte; scénario de V. Lányi |
| Transcription       | –     |                     | Air | Aria de l'Ouverture n° 3 en ré majeur de Johann Sebastian Bach | pour violon et piano; original pour orchestre |
| Transcription       | –     |                     | Chaconne | Chaconne de la Partita en ré mineur de Johann Sebastian Bach | pour orchestre; original pour violon seul |
| Transcription       | –     |                     | Magyar táncok No. 1–10 - Allegro molto - Allegro non assai – Vivo - Allegretto – Vivace - Poco sostenuto – Vivace - Allegro – Vivace - Vivace – Molto sostenuto - Molto sostenuto - Presto - Allegro non troppo - Presto | 10 Danses hongroises de Johannes Brahms - Allegro molto - Allegro non assai – Vivo - Allegretto – Vivace - Poco sostenuto – Vivace - Allegro – Vivace - Vivace – Molto sostenuto - Molto sostenuto - Presto - Allegro non troppo - Presto | pour violon et piano |
| Transcription       | –     |                     | Szapphói óda | Sapphische Ode, Op. 94 No. 4 de Johannes Brahms | pour violon et piano; original pour voix et piano |
| Transcription       | –     |                     | Solvejg dala | Chant de Solveig de Peer Gynt d'Edvard Grieg | pour violon et piano; original pour voix et orchestre |
| Transcription       | –     |                     | Larghetto | Larghetto de Sonate, Op. 1 No. 9 de George Frideric Handel | pour violon et piano ou orchestre; original pour flûte et continuo |
| Transcription       | –     |                     | Magyar rapszódia | Ungarische Rhapsodie nach der Paraphrase über "Die drei Zigeuner", S.374 de Franz Liszt | pour violon et piano ou orchestre; original pour piano solo |
| Transcription       | –     |                     | Valse impromptu | Valse impromptu de Franz Liszt | pour violon et piano; original pour piano solo |
| Transcription       | –     |                     | Elfelejtett keringő No. 1 | Valse oubliée No. 1 (Première valse oubliée) de Franz Liszt | pour violon et piano; original pour piano solo |
| Transcription       | –     |                     | Heródiás – közjáték a III. felvonásból | Hérodiade, Prélude de l'Acte III de Jules Massenet | pour violon et piano; original pour orchestre |
| Transcription       | –     |                     | Közjáték keringő formában | Valse intermède de Andor Merkler | pour violon et piano |
| Transcription       | –     |                     | Capriccio No. 13 | Caprice No. 13 (XIIIème Caprice), Op. 1 No. 13 de Niccolò Paganini | pour violon et piano; original pour violon solo |
| Transcription       | –     |                     | Moto perpetuo | Moto perpetuo, Op. 11 de Niccolò Paganini | pour violon et piano; original pour violon et piano |
| Transcription       | –     |                     | Tarantella | Tarantella, Op. 33 de David Popper | pour violon et piano; original pour cello et piano |
| Transcription       | –     |                     | Élégie | Élégie, Op. 3 No. 1 de Sergei Rachmaninoff | pour violon et piano; original pour piano solo |
| Transcription       | –     |                     | Polichinelle | Polichinelle, Op. 3, No. 4 de Sergei Rachmaninoff | pour violon et piano; original pour piano solo |
| Transcription       | –     |                     | Barkarola No. 1 | Barcarolle No. 1, Op. 30 No. 1 de Anton Rubinstein | pour violon et piano; original pour piano solo |
| Transcription       | –     |                     | Holnap! | Morgen!, Op. 27 No. 4 de Richard Strauss | pour violon et piano; original pour voix et piano |
| Transcription       | –     |                     | Álom alkonyatkor | Traum durch die Dämmerung, Op. 29 No.1 de Richard Strauss | pour violon et piano; original pour voix et piano |
| Transcription       | –     |                     | Ördögtrilla szonáta | Sonate des trilles du Diable (Teufelstriller Sonate) de Giuseppe Tartini | pour violon et piano ou orchestre |
| Transcription       | –     |                     | Cantilena | Cantilena, Op. 48 No. 24 de Henri Vieuxtemps | pour violon et piano; original pour violon solo |
| Transcription       | –     |                     | Hegedűverseny No. 7 | Concerto No. 7 de Henri Vieuxtemps | pour violon et orchestre |
| Transcription       | –     |                     | Sirató | Lamento, Op. 48 No. 18 de Henri Vieuxtemps | pour violon et piano; original pour violon solo |
| Transcription       | –     |                     | Álom | Rêve de Voix du cœur (Die Stimme des Herzens), Op. 53 No. 5 de Henri Vieuxtemps | pour violon et piano; original pour violon et piano |
| Transcription       | –     |                     | Capriccio-Valse | Capriccio-Valse, Op. 7 de Henryk Wieniawski | pour violon et orchestre |
| Transcription       | –     |                     | Szerelmi álom | Liebestraum de Géza Zichy | pour violon et piano; original pour piano (main gauche) |

## Sources
- (en) Cet article est partiellement ou en totalité issu de l’article de Wikipédia en anglais intitulé « List of compositions by Jenő Hubay » (voir la liste des auteurs).